# Kummerower See
Der Kummerower See in Mecklenburg-Vorpommern liegt zwischen Malchin, Dargun und Demmin im Landkreis Mecklenburgische Seenplatte, etwa 50 Kilometer nordwestlich von Neubrandenburg und 70 Kilometer südlich von Stralsund. Der Kummerower See ist der viertgrößte See in  Mecklenburg-Vorpommern und der größte im Landesteil Vorpommern sowie der achtgrößte deutsche See.

## Lage im Gewässernetz
Im Kummerower See vereinigen sich die Quellflüsse der Peene. Der größte Quellfluss, die Westpeene, mündet am Südwestende des Sees. Ihr Teilstück von Malchiner See her ist größtenteils kanalisiert. Bei Malchin nimmt sie die längere und wasserreichere Südpeene auf. Der gemeinsame Unterlauf wurde im 18. Jahrhundert einfach als Peenefluss bezeichnet. Die durch den Neukalener Peenekanal in den See fließende (Teterower) Peene ist kürzer und weniger wasserreich als die Südpeene. Ihr im 20. Jahrhundert als Peene (ohne Namenszusatz) bezeichnetes nördliches Quellgewässer ist kleiner als das oberhalb des Teterower Sees Kleine Peene genannte westliche. Noch in der Landesaufnahme von 1888 trug es nicht den Namen Peene.
Vom Kummerower See bis zur Mündung in den Peenestrom liegt der Gewässergrund durchgängig mindestens anderthalb (Ausfluss des Sees), zumeist aber mehrere Meter unter dem Meeresspiegel. Der Spiegel des Kummerower Sees liegt zumeist zwischen 20 und 30 cm darüber. Daher werden Flusswerte und Flussrichtung der unteren Peene und der Wasserspiegel des Kummerower Sees von Wasserstandsschwankungen von Oder, Stettiner Haff und Pommerscher Bucht beeinflusst.

## Geografische Gestalt
Das westliche Seeufer gehört zu Mecklenburg, das östliche und südliche mit den Orten Verchen, Sommersdorf und Kummerow zu Vorpommern. Der See ist elf Kilometer lang, durchschnittlich vier Kilometer breit und im Schnitt 8,1 m tief. Die maximale Tiefe beträgt etwa 23,3 Meter. Das westliche Ufer ist stark verschilft und sumpfig. Nur bei der Ortschaft Salem kommt man trockenen Fußes an den See. Dort fällt auch der Seegrund am steilsten ab. Am geringsten ist dessen Gefälle am Südwestende des Sees und nordöstlich der Mündung des Neukalener Peenekanals. Die östliche Uferzone ist bei weitem nicht so stark verschilft.

## Entstehung
Aus geologischer Sicht befindet sich der Kummerower See zusammen mit dem Malchiner See im etwa 30 Kilometer langen Malchiner Becken, einer glazialen Rinne, die während des pommerschen Stadiums der Weichseleiszeit durch Schmelzwasser unterhalb des Eises ihre heutige Form erhielt.

## Nutzungsgeschichte
Im 13. Jahrhundert waren die Fischereirechte auf dem Kummerower See Gegenstand von Streitigkeiten zwischen der Stadt Demmin und den Klöstern Dargun und Verchen. Beide Klöster bedienten sich dabei Urkundenfälschungen, mit denen sie ihre Rechte rückdatierten. Die Stadt Demmin sah sich schließlich veranlasst, dem Verchener Kloster die Fischereirechte abzukaufen. Der Streit Demmins mit dem Kloster Dargun wurde 1292 von den pommerschen Herzögen beigelegt, die dem Kloster die allgemeine Ausübung der Fischerei und den Betrieb eines Fischwehrs in der Peene gestatteten. Der Stadt Demmin wurde die freie Schifffahrt auf See und Peene garantiert, wobei die Fischerei auf dem See nur mittels kleinerer Netze und Angeln erfolgen durfte.

## Tourismus
Der See ist eingebettet in Wiesen und Felder. Nordwestlich des Sees befinden sich die bewaldeten Berge der Mecklenburgischen Schweiz. Der Kummerower See gehört zum Naturpark Mecklenburgische Schweiz und Kummerower See nördlich der Müritz. Er ist Anziehungspunkt für den Fremdenverkehr in der Region. Er bietet Ausflugsschifffahrt. Östlich des Sees verläuft von Malchin nach Demmin eine Teilstrecke der Eiszeitroute Mecklenburgische Seenplatte. Von Verchen am Nordostufer des Sees führt ein 2,8 km langer Naturerlebnispfad zum Hafen Gravelotte.